# Station Varilhes
Station Varilhes is een spoorwegstation in de Franse gemeente Varilhes.